# Diopsid
Diopsid je důležitý horninotvorný minerál ze skupiny monoklinických pyroxenů. Často se vyskytuje ve formaci s hedenbergitem a augitem. Jeho barva se různí na základě zastoupení chemických prvků hořčíku nebo vápníku a proto lze najít od bezbarvé variety až po krásně sytě zelenou. Jeho jméno pocházející z řečtiny je složeno ze dvou slov dis a òpsè, což doslovně znamená dvě tváře. Toto pojmenování odkazuje na schopnost orientace ve dvou rovinách {100} a {001}. Diopsid byl poprvé objeven a popsán okolo roku 1800 brazilským státníkem a přírodovědcem Jose Bonifacio de Andrada e Silvou.

## Vznik
Diopsid může být metamorfního původu v horninách bohatých na vápník jako jsou skarny, pyroxenické ruly, mramory nebo v bazických, ultramafických, magmatických horninách jako jsou kimberlit nebo peridotit většinou chudé na SiO2.

## Vlastnosti
- Fyzikální vlastnosti: Tvrdost kolísá mezi 5,5 až 6,5, hustota 3,27 g/cm³, štěpnost dobrá dle {110}, lom je lasturnatý až nerovný.
- Optické vlastnosti: Barva dosahuje téměř všech odstínů zelené, známé jsou také diopsidy bezbarvé, mléčně bílé, šedé a v případě violanu je barva dokonce fialová. Lesk má skelný, průhlednost: průsvitný až opakní, vryp je bílý.
- Chemické vlastnosti: Složení: Ca 18,51 %, Mg 11,22 %, Si 25,94 %, O 44,33 %. Často obsahuje příměsi Fe, V, Cr, Mn, Zn, Al, Ti, Na nebo K. Je nerozpustný v kyselinách.

## Využití
Složení diopsidu (a jemu chemicky podobným minerálům) je indikátorem PT podmínek vzniku a také chemického složení mateřské horniny. Odrůda bohatá na chróm se nazývá chromdiopsid a je hojně využívaná ve šperkařském průmyslu. Nově zkoumaným produktem jsou sklokeramické materiály s obsahem diopsidu nazvané "silceram". Ty mohou mít potenciální využití v různých technologických oblastech. 

## Odrůdy

### Chromdiopsid
Chromdiopsid je nádherná smaragdově zelená odrůda diopsidu. Objevuje se na metamorfních ložiskách bohatých na vápník a chróm ( právě chróm způsobuje typické zelené zabarvení). V roce 1988 byla objevena naleziště drahokamového chromdiopsidu na východní Sibiři, tudíž jedná se o drahokam, jenž se začal používat teprve nedávno. Vzhledem k jeho překrásné barvě jeho oblíbenost a cena stále stoupá. Ovšem kvůli nižší tvrdosti nemůže být osazován do šperků, které jsou vhodné pro denní nošení.

### Fassait
Fassait je odrůda diopsidu, který obsahuje navíc malé množství železa a hliníku. Jeho chemické složení je velmi podobné augitu a tak bývá často mylně zařazován jako jeho odrůda. Byl pojmenován podle lokality Fassa v Itálii a předpokládá se, že se jedná o vysokoteplotní minerál vzniklý na kontaktech vulkanických hornin a mramorů. Jeho barva je temně zelená až černá.

### Violan
Violan je zajímavou a překrásnou odrůdou diopsidu. Díky obsahu manganu má fialovou až modrofialovou barvu, podle které byl také roku 1838 Augustem Breithauptem pojmenován. Jedná se o nepříliš častý minerál a tak je spíše považován za sbírkovou záležitost.

## Galerie

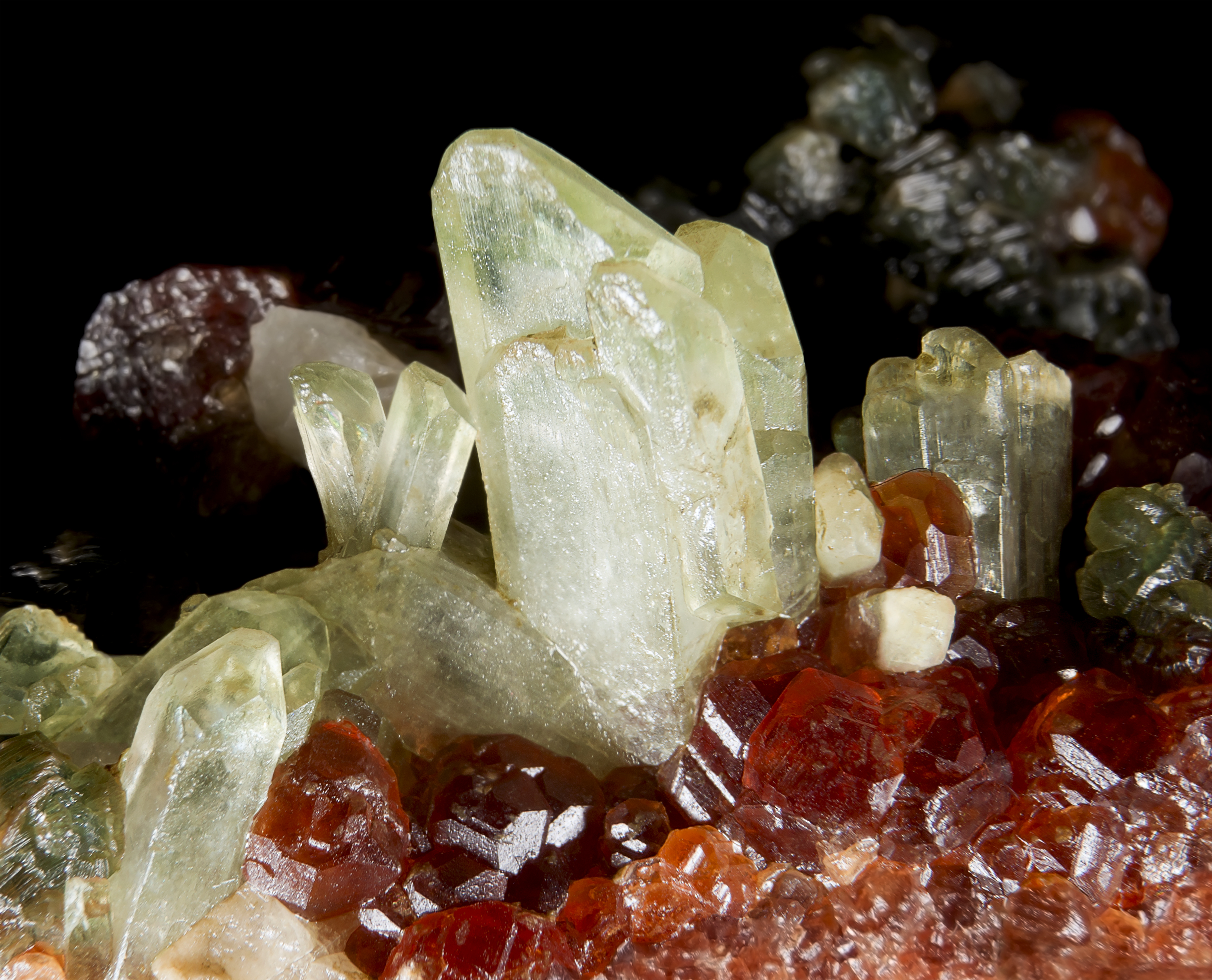
Diopsid
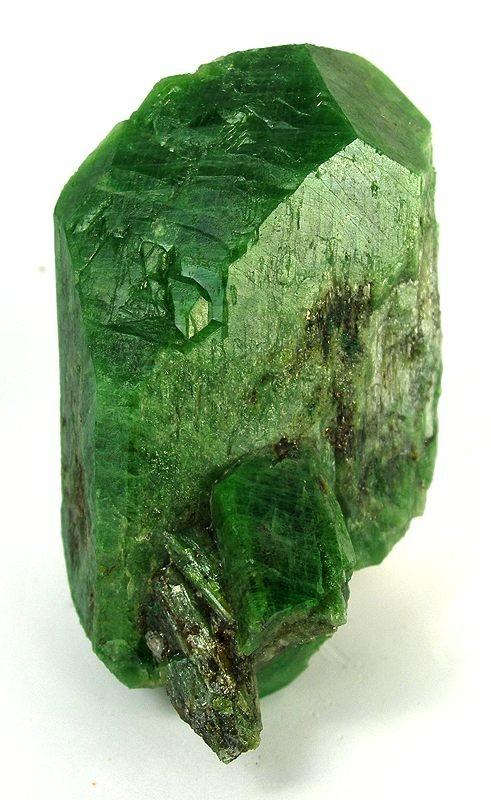
Chromdiopsid
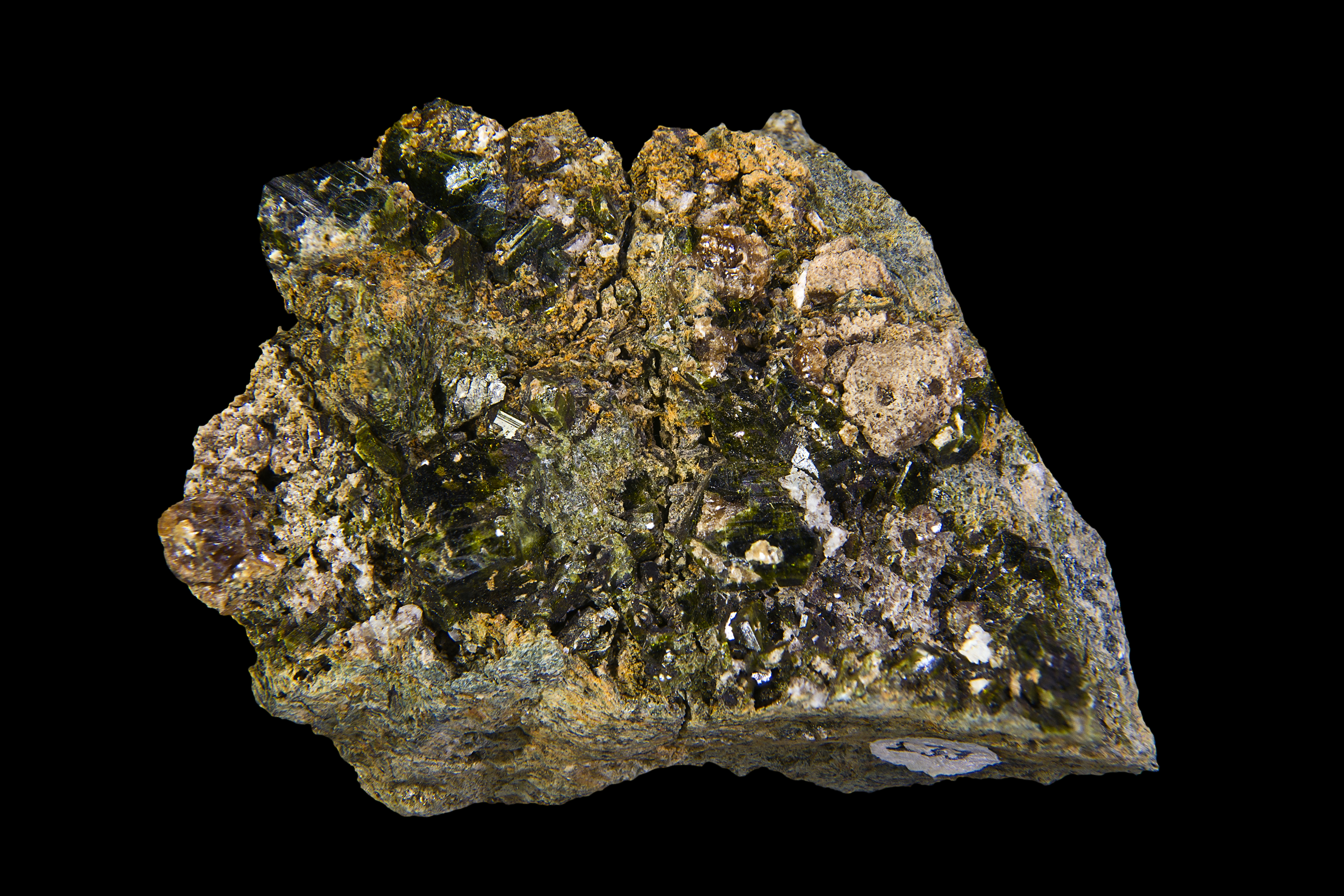
Fassait
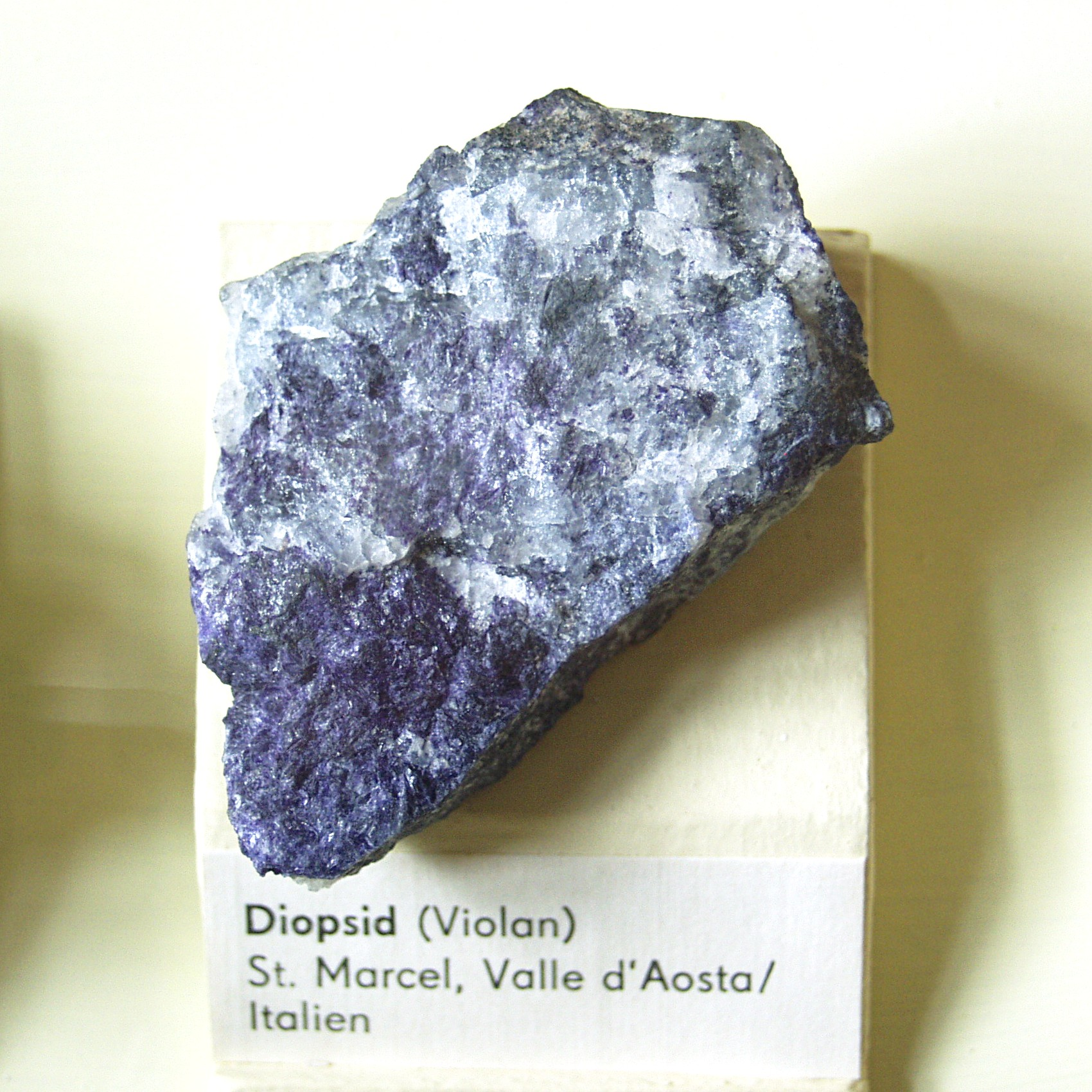
Violan

## Výskyt
- Inagli, Rusko (výskyt drahokamových odrůd chromdiopsidu)
- Ala , Itálie (dokonale vyvinuté bezbarvé krystaly diopsidu)
- údolí Šigar, pohoří Karákóram, Pákistán (nádherné a dokonale vyvinuté estetické krystaly tmavě zelené barvy)